# Dumfries (Virgínia)
Dumfries és una població dels Estats Units a l'estat de Virgínia. Segons el cens del 2000 tenia 4.937 habitants.

## Demografia
Segons el cens del 2000, Dumfries tenia 4.937 habitants, 1.573 habitatges, i 1.198 famílies. La densitat de població era de 1.191,4 habitants per km².
Dels 1.573 habitatges en un 46,5% hi vivien nens de menys de 18 anys, en un 48,8% hi vivien parelles casades, en un 19,7% dones solteres, i en un 23,8% no eren unitats familiars. En el 16,5% dels habitatges hi vivien persones soles el 3,7% de les quals corresponia a persones de 65 anys o més que vivien soles. El nombre mitjà de persones vivint en cada habitatge era de 3,13 i el nombre mitjà de persones que vivien en cada família era de 3,51.
Per edats la població es repartia de la següent manera: un 35% tenia menys de 18 anys, un 9,7% entre 18 i 24, un 33,6% entre 25 i 44, un 17,1% de 45 a 60 i un 4,7% 65 anys o més.
L'edat mediana era de 29 anys. Per cada 100 dones de 18 o més anys hi havia 93 homes.
La renda mediana per habitatge era de 43.672 $ i la renda mediana per família de 46.927 $. Els homes tenien una renda mediana de 35.247 $ mentre que les dones 24.451 $. La renda per capita de la població era de 17.652 $. Entorn del 10,4% de les famílies i el 12,5% de la població estaven per davall del llindar de pobresa.

## Poblacions més properes
El següent diagrama mostra les poblacions més properes.